# Anillodes minutus
Anillodes minutus är en skalbaggsart som beskrevs av René Gabriel Jeannel. Anillodes minutus ingår i släktet Anillodes och familjen jordlöpare. Inga underarter finns listade i Catalogue of Life.